# Rotherbaum

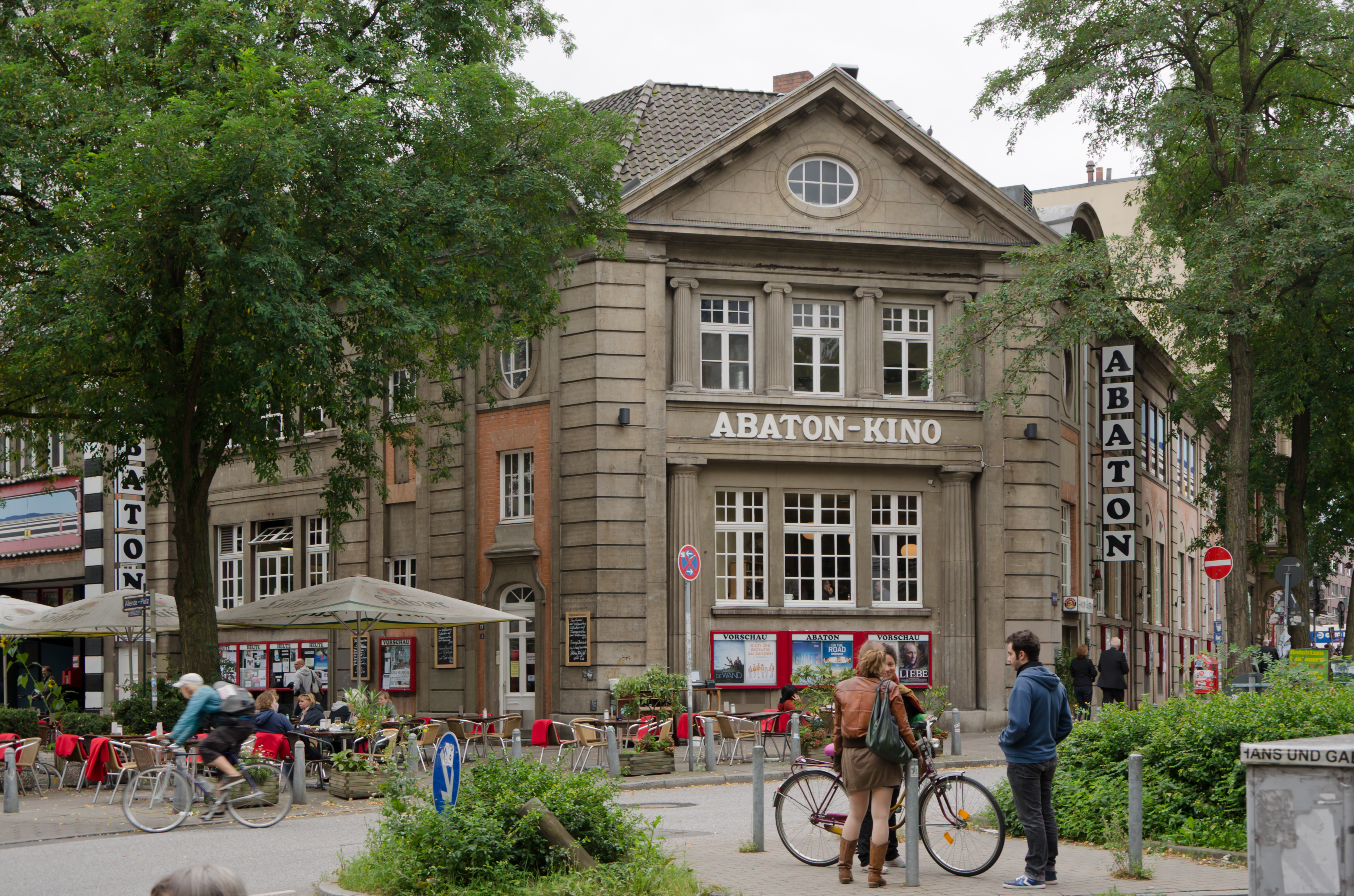
Abaton-Kino på gatan Grindelhof i Grindelviertel, Rotherbaum.

Rotherbaum i stadsdelsområdet Hamburg-Eimsbüttel.

Rotherbaum är en stadsdel i stadsdelsområdet Eimsbüttel i Hamburg. Rotherbaum kännetecknas av exklusiva villor i tudorstil och herrgårdar från förkrigstiden. Här finns affärsgatan Grindelhof i Grindelviertel, Hamburgs universitet, Alsterpark med AlsterCliff, Hamburgs zoologiska museum samt etnologiska Museum am Rothenbaum. Vid Pöseldorf Center ligger affärsdistriktet Pöseldorf. Kommunikationer utgörs av järnvägsstation Dammtor samt tunnelbana vid Hallerstrasse och Schlump.